# Searsia acuminatissima
Searsia acuminatissima är en sumakväxtart som först beskrevs av R.Fern. & A.Fern., och fick sitt nu gällande namn av Moffett. Searsia acuminatissima ingår i släktet Searsia och familjen sumakväxter. Inga underarter finns listade i Catalogue of Life.